# Paul Tallemant der Jüngere

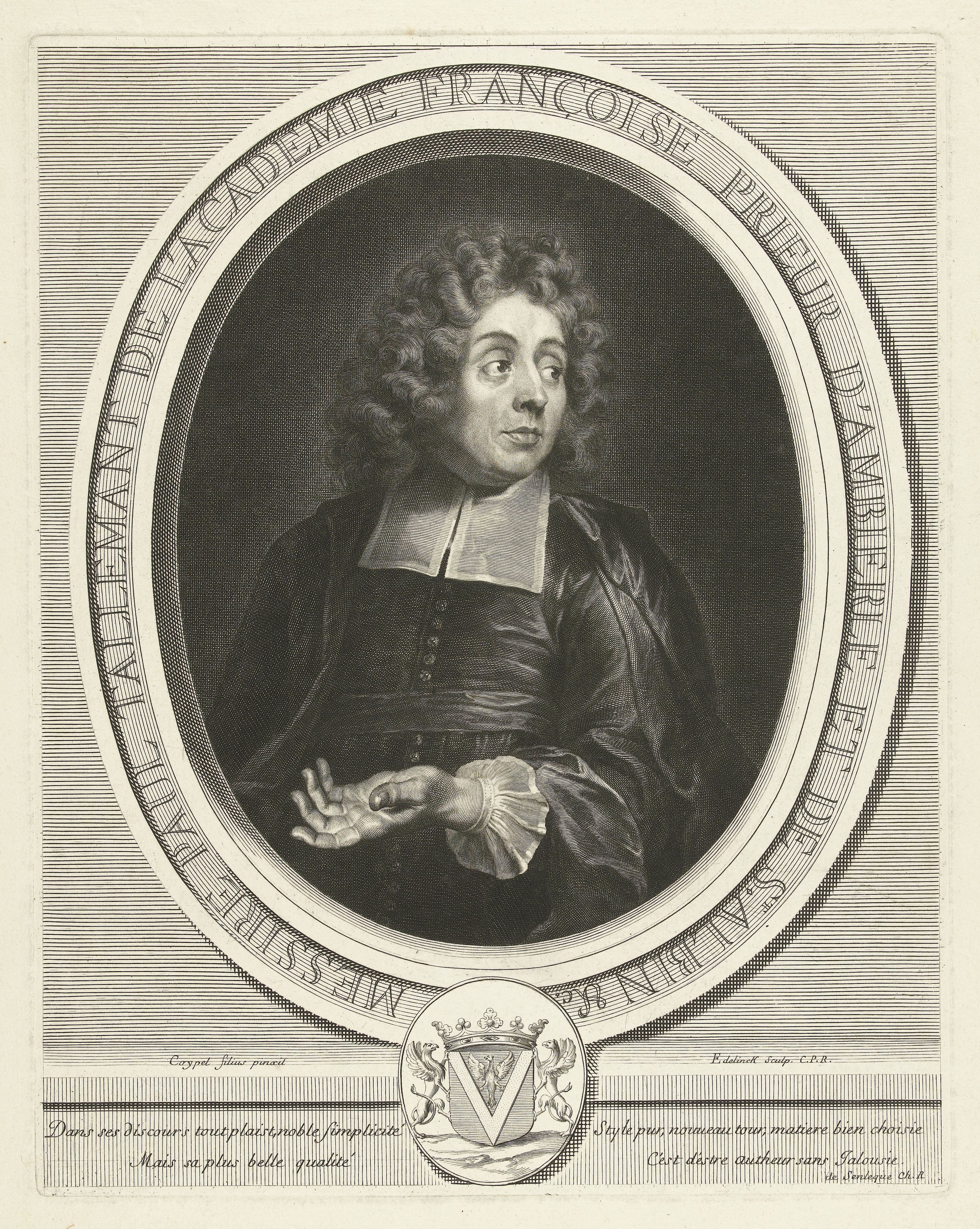
Paul Tallement

Paul Tallement, genannt Paul Tallemant der Jüngere, (* 18. Juni 1642 in Paris; † 30. Juli 1712 ebenda) war ein französischer Kleriker und Schriftsteller.
Tallement stammte aus einer hugenottischen Familie; die Brüder François und Gédéon Tallemant waren seine Cousins.
Als Schriftsteller wurde Tallement durch sein Werk „Voyage de l’isle d’amour“ bekannt, das er, inspiriert durch Jonathan Swifts „Gullivers Reisen“, 1663/64 mit großem Erfolg veröffentlichen konnte. Daneben favorisierte Tallement literarisch eher die kleinen Formen, wie Divertissement, Panegyrikus oder Elogen.
1666 ernannte die Académie française Tallement zum Nachfolger des verstorbenen Schriftstellers Jean Ogier de Gombauld (Fauteuil 5). Ihm selbst folgte 1712 der Schriftsteller Antoine Danchet auf diesem Platz nach.
Die Académie des Inscriptions et Belles-Lettres nahm 1673 Tallement als Mitglied auf. Dieses Ereignis kommentierte deren Secrétaire perpétuel, Claude Gros de Boze, einem Bonmot nach mit „… plus recommandable par ses vertus que par ses talents.“
Paul Tallemant der Jüngere starb sechs Wochen nach seinem 70. Geburtstag am 30. Juli 1712 in Paris und fand dort auch seine letzte Ruhestätte.

## Werke (Auswahl)
- Voyage de l’isle d’amour. Paris 1663 (online)
- Le second voyage de l’isle d’amour. Paris 1664.
- Recueil de quelques pièces nouvelles et galantes, tant en prose qu’en vers. Köln 1663.
- Panégyriques et harangues à la louange du roi. Paris 1677.
- Remarques et décisions de l’Académie française. Edition Slatkine, Genf 1972 (Nachdr. d. Ausg. Paris 1698, online).